# نویهاوزن وب ک
نویهاوزن وب ک (به آلمانی: Neuhausen ob Eck) یک شهر در آلمان است که در تاتلینگن واقع شده‌است. نویهاوزن وب ک ۳٬۸۹۱ نفر جمعیت دارد.